# Acheilognathus hondae
Acheilognathus hondae är en fiskart som först beskrevs av Jordan och Metz, 1913.  Acheilognathus hondae ingår i släktet Acheilognathus och familjen karpfiskar. Inga underarter finns listade i Catalogue of Life.